# Parafia Najświętszego Zbawiciela w Gorzowie Wielkopolskim
Parafia Najświętszego Zbawiciela w Gorzowie Wielkopolskim – rzymskokatolicka parafia, położona w dekanacie Gorzów Wielkopolski – Trójcy Świętej, diecezji zielonogórsko-gorzowskiej, metropolii szczecińsko-kamieńskiej w Polsce, erygowana 1 lutego 2001. Obsługują ją księża diecezjalni. Kościołem parafialnym jest tymczasowa kaplica.